# Operazione Provide Hope

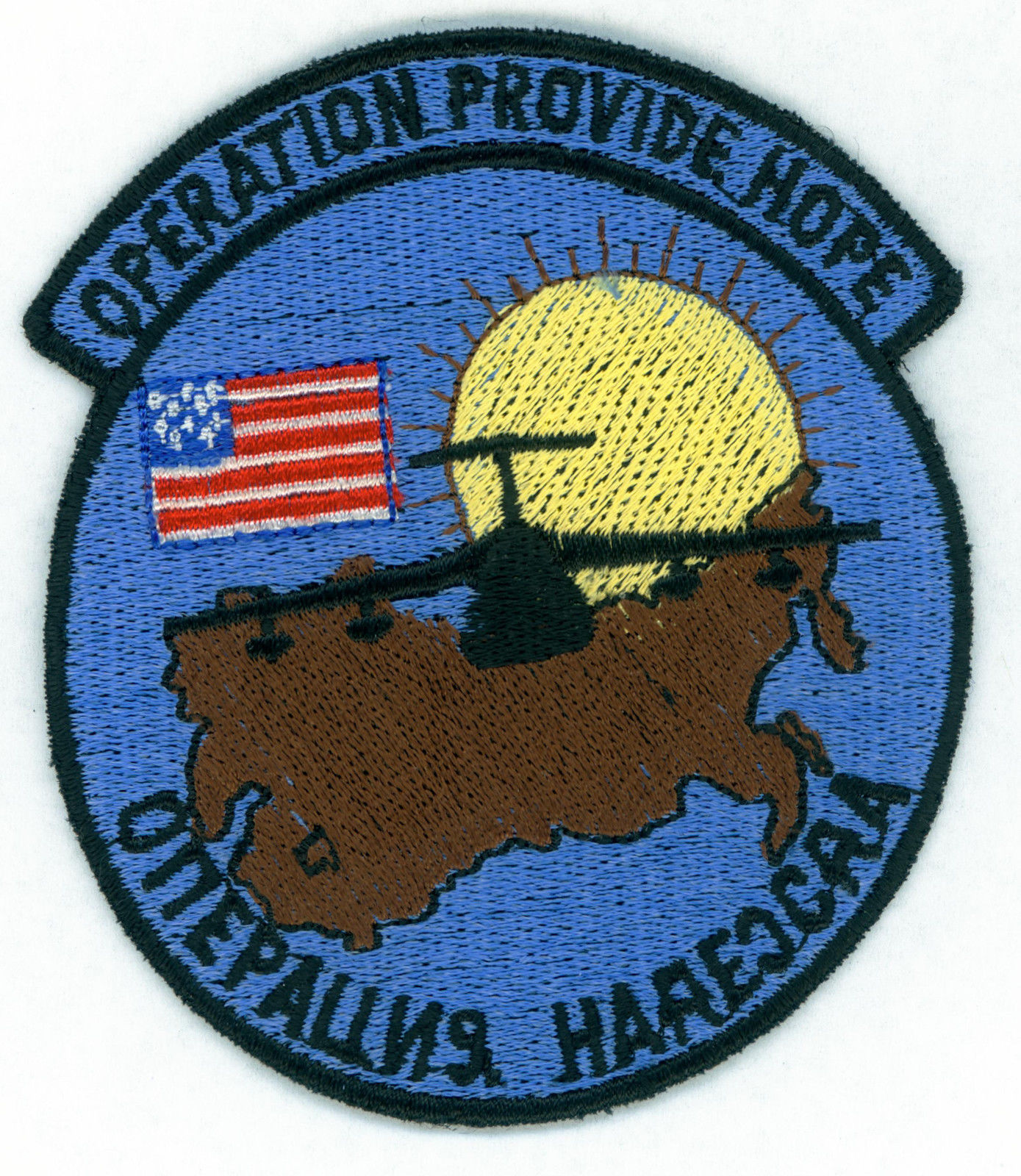
Questa patch Operazione Provide Hope è stata realizzata a Incirlik, in Turchia, intorno al 1992. Raffigura un C-5 sulla mappa dell'ex URSS.

L'Operazione Provide Hope è stata un'operazione umanitaria condotta dall'United States Air Force per fornire dotazioni sanitarie agli stati post-sovietici durante la loro transizione alla democrazia ed al libero mercato. L'operazione fu annunciata dal Segretario di Stato James A. Baker, III tra il 22 ed il 23 gennaio 1992 e la spedizione iniziale di provviste ebbe luogo il 10 febbraio 1992. Sessantacinque missioni di C-5 e C-141 trasportarono 2 144 t di cibo e dotazioni sanitarie in 24 località della Comunità degli Stati Indipendenti durante il lancio iniziale. Buona parte di questi materiali era residuato dagli accantonamenti logistici per la guerra del Golfo.
Dopo questa spedizione iniziale, ebbe inizio la Fase II dell'operazione, consistente di supporto continuativo alle ex repubbliche sovietiche. Si spedirono cibo e dotazioni sanitarie per mare, terra e cielo dall'Europa. Complessivamente, furono spedite più di 23 000 t di cibo e medicine verso 33 città già appartenute all'Unione Sovietica. L'obiettivo finale dell'operazione era costruire e dotare di personale (provvedendo alla relativa formazione) ospedali distribuiti nell'ex Unione Sovietica.
L'operazione si concluse nel settembre 1994.